# ウェイウォット (衛星)
ウェイウォット ((50000) Quaoar I Weywot) は、太陽系外縁天体 (50000) クワオアーの衛星である。ハッブル宇宙望遠鏡によって2006年2月14日に撮影された写真からマイケル・ブラウンと T.-A. Suer が発見し、2007年2月22日の国際天文学連合回報 (IAUC) 8812 で公表された。
この衛星はクワオアーから0.35秒離れた場所で発見され、明るさは5.6等違っていた。アルベドがクワオアーと同じだと仮定すると、直径は 95 ± 24 km と考えられる。ブラウンは、クワオアーはかつて他の天体との衝突によって氷のマントルの大部分を失い、ウェイウォットはその衝突で生じた破片から形成されたと考えている。
名前はトングヴァ族の神話に登場する、創造神クワオアーの最初の息子で天空神のウェイウォットに由来する。ブラウンが提案し、2009年10月4日の小惑星センター回報 (MPC) 67220で公表された。